# هتل آنی پلازا
هتل آنی پلازا (ارمنی: Անի Պլազա Հյուրանոց) یک هتل چهار ستاره در جمهوری ارمنستان است که در ناحیه کنترون شهر ایروان واقع شده است. این هتل در سال ۱۹۷۰ میلادی با ۱۴ طبقه و ۲۴۰ اتاق تأسیس شده‌است، نام هتل برگرفته از نام آنی شهر تاریخی ارمنستان است.